# 오스트레일리아
오스트레일리아 연방(영어: Commonwealth of Australia, 문화어: 오스트랄리아련방), 줄여서 오스트레일리아, 혹은 호주(한국 한자: 濠洲)는 오스트레일리아 대륙 본토와 태즈메이니아섬, 그리고 인도양과 태평양의 많은 섬으로 이루어진 주권국이며 오세아니아에서 1번째, 세계에서 6번째로 면적이 넓은 나라이다. 북쪽에는 인도네시아와 동티모르, 파푸아뉴기니, 북동쪽에는 솔로몬 제도와 바누아투, 누벨칼레도니, 그리고 남동쪽에는 뉴질랜드가 있다. 수도는 캔버라이고, 주요 도시로는 시드니, 멜버른, 브리즈번, 퍼스, 골드코스트, 애들레이드 등이 있다.
18세기 말 유럽인들 이주 이전인 최소 40,000년 전부터 원주민이 살았다고 여긴다. 1606년 네덜란드 공화국이 오스트레일리아를 발견한 이후, 1770년 그레이트브리튼 왕국이 오스트레일리아 동쪽 지역을 자기 영토로 삼았으며, 1788년 1월 26일부터 뉴사우스웨일스주의 식민지로 죄인들을 수송해 정착시키기 시작하면서 이민이 시작되었다. 그 이후 인구는 차츰 늘기 시작했고, 계속 대륙을 탐험해서 다섯 개 자치 식민지를 추가로 건설했다. 1901년 1월 1일, 여섯 개 식민지가 연합하여 오스트레일리아 연방을 설립하였다. 모국인 영국과 지리적 영향으로 인해 다른 정체성을 점차 갖추었다. 1942년 웨스트민스터 헌장 적용을 받아 행정적으로 모국과 분리되었으며, 1948년부터 오스트레일리아에 거주하는 영국 국민은 오스트레일리아 국적을 사용하게 되었다. 1986년 오스트레일리아 법이 영국 의회에서 통과되어 영국 의회의 오스트레일리아 내 입법권이 정지되었으며, 사법권도 최고재판소가 런던의 추밀원에서 오스트레일리아 고등법원으로 옮겨짐으로써 영국과 남은 법적 종속관계를 단절하여 자주국가가 되었다.
오스트레일리아는 영국과 캐나다, 뉴질랜드를 비롯한 영연방 국가들과 동군연합을 이루고 있으며, 국가원수는 찰스 3세 국왕을 대표하는 오스트레일리아 총독이며, 입헌군주제 국가이다. 연방 성립 이후부터 대의 민주주의를 기본으로 한 자유민주주의 정치 체제를 유지하고 있다. 오스트레일리아는 6개 주와 2개 준주, 6개 특별 지역이 있고, 약 2,290만 인구는 대부분 동쪽 지역에 밀집해 있으며, 도시화 비율이 세계에서 손꼽힐 정도로 높다.
오스트레일리아는 GDP가 세계에서 열두 번째로 높고, 1인당 GDP은 6번째로 높은 대표적 선진국이다. 군비 지출은 12번째로 많으며, 인간 개발 지수에서 2위를 비롯해 오스트레일리아는 삶의 질, 건강, 교육, 경제적 자유, 시민적 자유와 권리의 보호 등 다양한 국가간 비교에서 높은 순위를 기록하고 있다. 오스트레일리아는 G20, OECD, WTO, APEC, 국제 연합, 영국 연방, 앤저스(ANZUS), 태평양 제도 포럼에 가입해 있다. 한편, 2012년 OECD(경제 협력 개발 기구) 조사에서 오스트레일리아가 세계에서 가장 살기 좋은 나라로 나타났다.

## 국호
"오스트레일리아"라는 이름은 고대에 남반구에 있는 가상의 대륙을 이르던 말인 테라 아우스트랄리스(Terra Australis)에서 유래했다. 17세기에 유럽인들이 처음으로 오스트레일리아를 방문하여 지도를 그리기 시작했을 때, 테라 아우스트랄리스라는 이름은 자연스럽게 새로운 영토에 적용되었다.
19세기 초까지 오스트레일리아는 1644년에 네덜란드 탐험가 아벌 타스만이 붙인 "뉴홀랜드(New Holland)"로 알려져 있었으며, 자연스럽게 이름으로 굳혀졌다. 테라 아우스트랄리스도 과학 논문과 같은 목적으로 사용되었다. "오스트레일리아"라는 이름은 "듣기 편하고 다른 지명과도 잘 어울린다"고 주장한 탐험가 매슈 플린더스에 의해 널리 퍼졌다.
몇몇 유명 지도 제작자들은 오스트레일리아라는 이름을 지도에 표기했다. 게라르두스 메르카토르(1512-1594)는 단어 "climata australia"를 그의 1538년판 복심장형 지도에 사용했고, 그의 스승이자 공동저자였던 게마 프리시우스는 그보다 앞선 1540년에 사용했다.
오스트레일리아라는 이름은 1817년 4월에 총독 래클란 매쿼리가 배서스트 백작에게서 받은 플린더스의 장부 영수증을 승인했을 때 처음 공식적으로 사용되었으며, 8개월 후 매쿼리는 곧 정식으로 채택될 것이라며 오스트레일리아의 사용을 식민성에 권장하였다. 1824년에 영국 왕립해군은 신대륙을 오스트레일리아로 명명한다는데 동의했다. 새로운 이름은 1830년 해로 제작처의 "오스트레일리아의 지명"에 처음 공개되었다.
구어체로는 "OZ"와 "the Land Down Under" (줄여서 "Down Under")가 있으며, "the Great Southen Land", "the Lucky Country", "the Sunburnt Country", "the Wide Brown Land"로도 불린다.
정식 국호는 ‘오스트레일리아 연방’(Commonwealth of Australia)이며 한국어권에서 공식적으로 일컫는 국호 또한 오스트레일리아이다. 그러나 이름이 너무 길고 비슷한 이름을 가진 오스트리아와 혼동되는 경우가 많기 때문에 대한민국에서는 한자 음역인 '호사태랄리아주(濠斯太剌利亞洲)'를 줄인 '호주'(濠洲)라는 이름이 더 많이 통용되고 있다. 대한민국과 오스트레일리아 양국 정부에서도 호주라는 국호를 사용한다.

## 역사

### 오스트레일리아 원주민

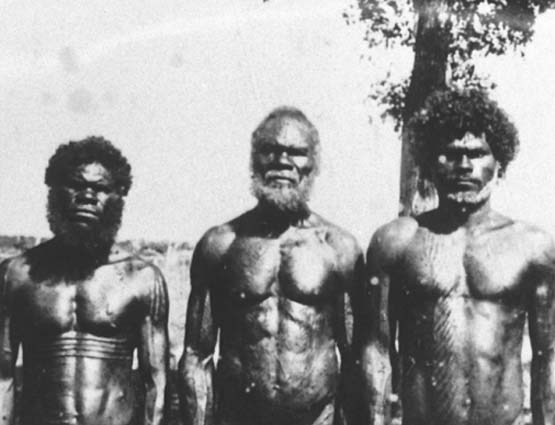
오스트레일리아 배서스트섬의 원주민

오스트레일리아 대륙에 인간이 살기 시작한 것은 약 65,000년 전으로 알려져 있다. 이들은 현재의 남아시아 지역에서 육교를 이용하거나 좁은 바다를 건너 이주했다. 아넘랜드(Arnhem Land)의 마제베베(Madjedbebe) 바위 은신처는 오스트레일리아의 인간의 존재를 보여주는 가장 오래된 유적이다. 가장 오래된 인간의 유골은 현재 오스트레일리아 원주민의 조상인 멍고인으로, 약 41,000년 전으로 거슬러 올라간다. 오스트레일리아 원주민의 문화는 지구상에서 가장 오래된 문명 중 하나이다. 유럽인들이 처음 오스트레일리아 원주민과 접촉했을 때, 이들은 복잡한 경제와 사회를 동반한 수렵채집사회를 이루고 있었으며, 최근의 고고학적 발견에 따르면 약 75만명의 인구가 유지될 수 있었다. 오스트레일리아 원주민들은 대지에 대한 경외심과 몽환시를 바탕으로 영적 가치를 지닌 구전문화를 가지고 있다. 토레스 해협인, 민족적으로 말레이시아인은 계절 원예와 바다의 자원으로 그들의 생계를 유지했다. 오스트레일리아의 북쪽 해안과 바다는 지금의 인도네시아에서 온 마카사르 어부들에 의해 간간히 종종 방문되기도 했다.

### 유럽인들의 도착

1770년 유럽인으로는 처음으로 오스트레일리아 동부 해안에 상륙한 선장 제임스 쿡

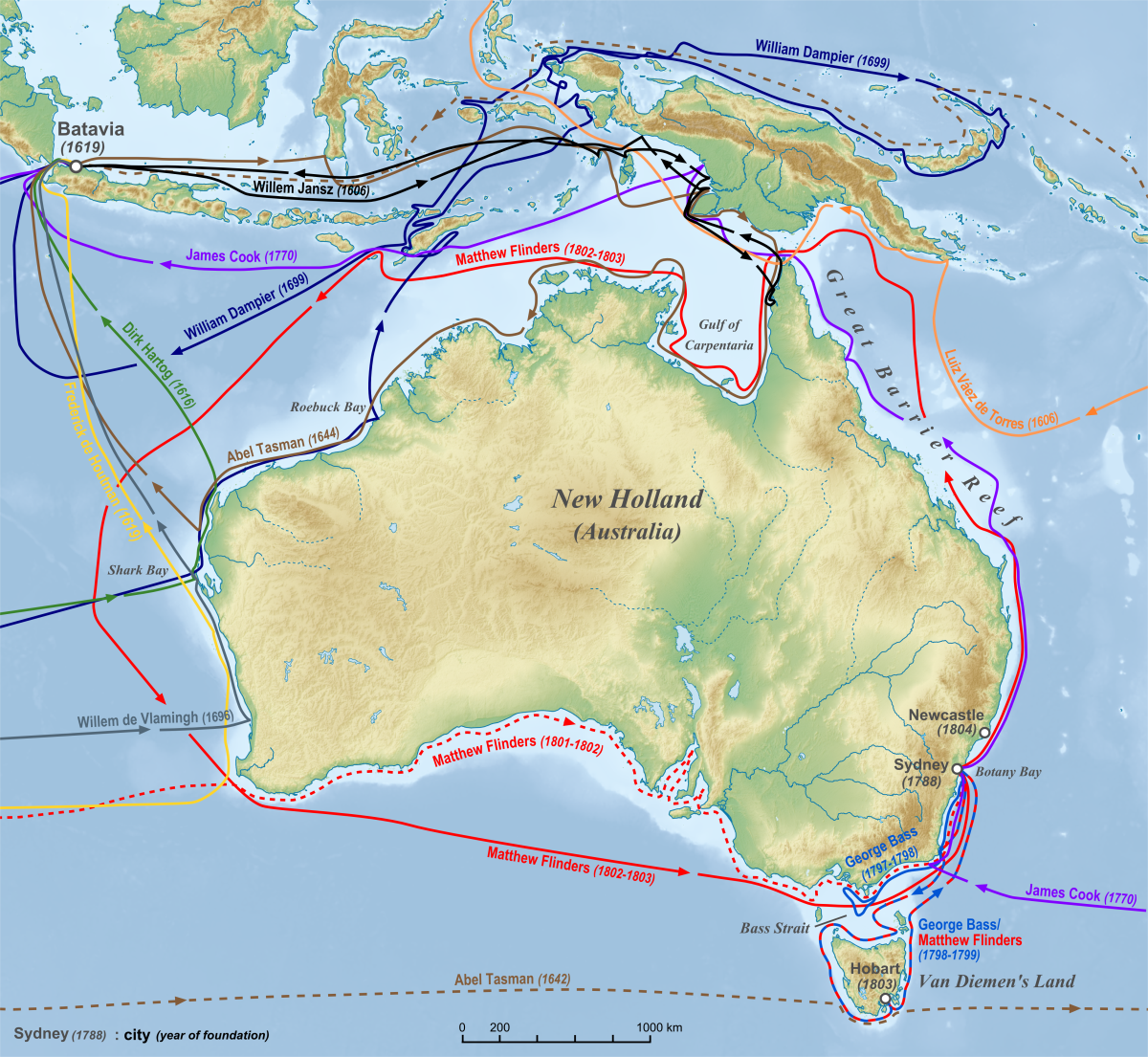
1813년까지 유럽인들의 오스트레일리아 항해 경로
1606년 빌렘 얀스존
1606년 루이스 바에스 데 토레스
1616년 딕 하토그
1619년 프레더릭 드 하우트만
1644년 아벨 타스만
1696년 윌리엄 드 블라밍
1699년 윌리엄 댐피어
1770년 제임스 쿡
1797–1799년 조지 배스
1801–1803년 매슈 플린더스

최초로 기록된 유럽인들의 오스트레일리아 본토 관측과 상륙은 네덜란드인에 의한 것이다(1606). 네덜란드 항해사 빌렘 얀스존이 이끄는 다프켄 호는 처음으로 오스트레일리아 해안을 측량하고 오스트레일리아 원주민과 만났다. 그는 1606년 초에 케이프요크반도의 해안을 관측하고 2월 26일에 케이프 요크 웨이파의 현대 마을 부근의 페네파더 강(Pennefather River)에 상륙했다. 다음 해에 스페인 탐험가 루이스 바에스 데 토레스(Luís Vaz de Torres)가 토레스 해협 제도를 항해했다. 네덜란드인들은 17세기에 서쪽과 북쪽의 모든 해협을 측량하고 "뉴 홀란드(New Holland)"라고 이름 붙였지만 정착하지는 않았다. 영국의 탐험가 윌리엄 댐피어는 1688년에 해적 선장 존 리드(John Read) 밑에서 일하는 동안 뉴 홀랜드의 북쪽 해안에 상륙했고, 1699년에 돌아오면서 다시 상륙했다. 1770년에는 제임스 쿡이 동쪽 해안을 따라 항해하며 지도화했는데, 그는 이 해안을 뉴사우스웨일즈라고 명명하고 대영제국에 보고했다.
1783년에 미국 식민지를 잃은 영국 정부는 뉴사우스웨일즈에 새 유형 식민지를 건설하기 위해 아서 필립(Arthur Phillip)의 지휘아래 "제1함대(the First Fleet)"로 불리는 함대를 보냈다. 캠프는 1788년 1월 26일(훗날 오스트레일리아의 국경일인 오스트레일리아의 날이 된다.) 포트잭슨만의 시드니 코브에 세워졌다. 영국 정착지는 반 디멘의 땅(Van Diemen's Land),현재의 태즈메이니아에 세워졌고, 1825년에 별도의 식민지가 되었다. 영국은 1828년 공식적으로 웨스턴오스트레일리아(스완 리버 식민지)의 서부 지역의 권리를 주장했다. 뉴사우스웨일즈의 일부는 각각 1846년에 사우스오스트레일리아, 1851년에 빅토리아, 1859년에 퀸즐랜드의 식민지로 분리되었다. 노던 테리토리는 1911년 사우스 오스트레일리아에서 분리되며 설립되었다. 사우스 오스트레일리아는 "자유 지역(free province)"로 설립되었으며, 다른 주들과 달리 유형 식민지였던 적이 없다. 빅토리아와 웨스턴 오스트레일리아도 마찬가지였으나, 나중에 죄수들을 수용했다. 뉴사우스웨일즈의 정착민들에 의한 캠페인은 오스트레일리아로의 죄수 수송의 종말을 가져왔으며, 마지막 죄수선은 1848년에 도착했다.
오스트레일리아 원주민의 인구는 150년간 정착민들이 가져온 전염병으로 인해 감소했다. 또한 천명이 넘는 원주민들은 정착민들과의 오스트레일리아 국경 전쟁(the Australia Frontier Wars)으로 인해 사망했다. 1869 원주민 보호법(Aboriginal protection Act)에서 시작된 정부의 "동화"정책은 "빼앗긴 세대(the Stolen Generations)"라고 일컬어지는수많은 원주민 아이들을 그들의 가족과 사회에서 격리했고, 이 또한 인구 감소의 원인이 되었다. 1967년 국민투표 결과, 특정 인종에 관한 특별법을 제정할 수 있는 연방정부의 권한이 확대되어 오스트레일리아 원주민에 관한 법률을 제정할 수 있게 되었다. 전통적인 토지 소유권("원래 소유권")은 1992년 마보 대 퀸즐랜드에서 열린 오스트레일리아 고등법원(제2호)이 영국 정착 당시 오스트레일리아가 테라 무효라는 법적 교리를 오스트레일리아에는 적용하지 않았다.

### 식민지의 팽창
1813년에 그레고리 블랙스랜드(Gregory Blaxland), 윌리엄 로슨(William Lawson), 윌리엄 웬트워스(William Wentworth)는 시드니 서쪽의 블루마운틴을 건너 유럽 정착지를 개방했고, 1824년에는 해밀턴 흄(Hamilton Hume)과 전 영국 해군 대위 윌리엄 호벨(William Hovell)이 식민지 남쪽의 새로운 방목지와 뉴사우스웨일즈 서부의 강을 찾기 위해 탐험을 떠났다. 1826년 에드먼드 록키어(Edmund Lockyer) 소령이 킹 조지 사운드(King George Sound), 지금의 올버니에 정착지를 설립하면서 영국의 권리 주장이 오스트레일리아 대륙 전체로 확대되었다. 1850년까지 내륙의 거대한 땅들은 여전히 유럽인들에게 알려져 있지 않았지만, 유럽인들은 여전히 농업과 과학적 발견을 위한 새로운 땅에 대한 열망을 가지고 있었다.
오스트레일리아에서의 골드 러시는 1850년대 초에 시작되었고, 광업 수수료에 대한 유레카 반란이 시민 불복종의 초기 표현으로 나타났다. 1855년에서 1890년 사이에 6개의 식민지가 정부로부터 독립된 권리를 얻었고, 대영제국의 일부로써 대부분의 일을 스스로 관리했다. 런던의 식민지 사무소는 외교 문제, 방위 문제, 무역 문제를 통제했다.

### 국가

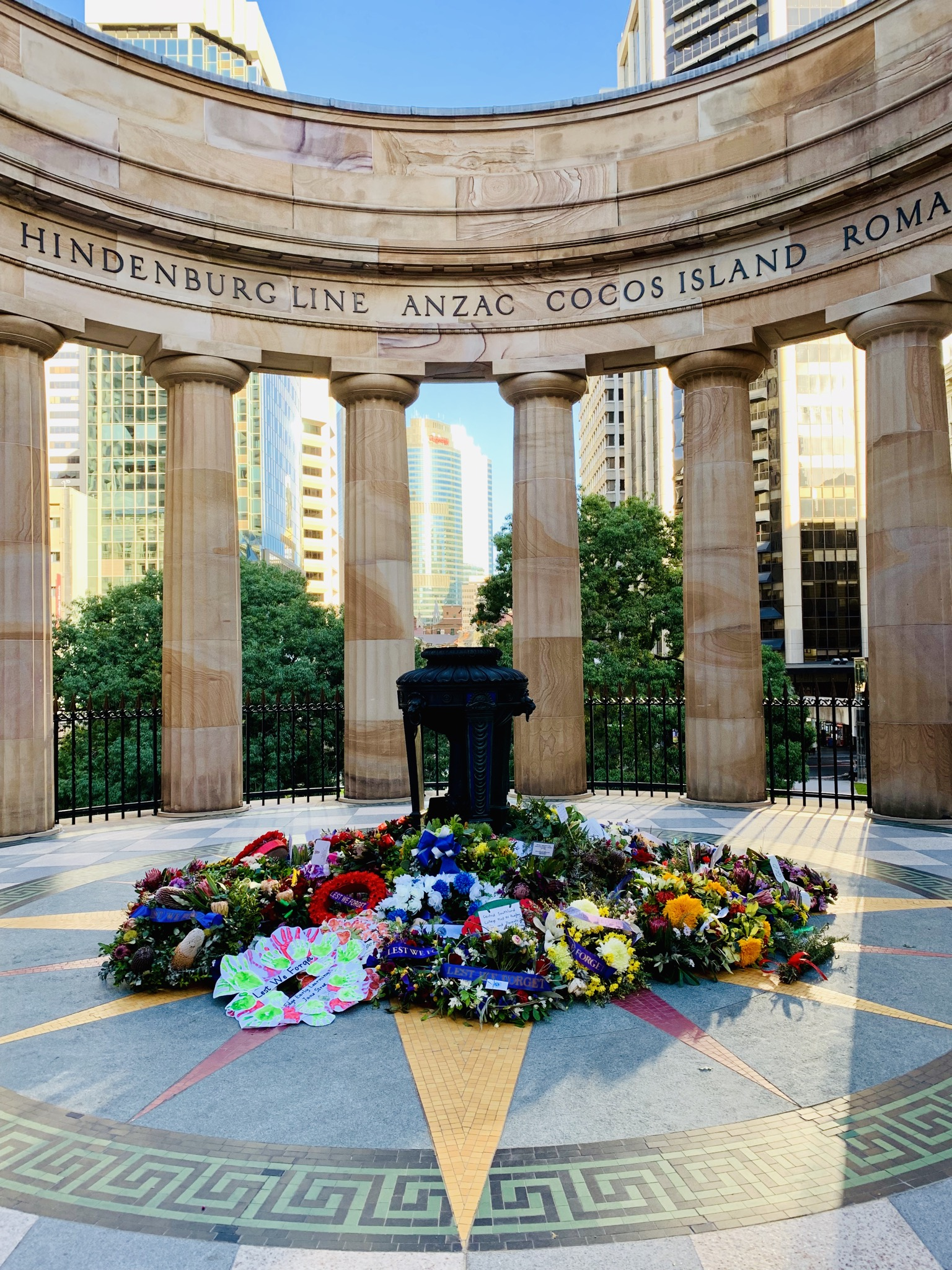
퀸즐랜드주 브리즈번에 위치한 ANZAC 스퀘어

1901년 1월 1일, 10년간의 계획, 협의, 투표 끝에 식민지의 연방이 이루어졌다. 이로써 대영제국의 지배를 받는 오스트레일리아 연방이 세워졌다. 연방 수도 준주(Federal Capital Territory), 훗날의 오스트레일리아 수도 준주는 현재 캔버라의 위치에 자리잡았다. 캔버라가 건설되는 1901년에서 1927년까지는 멜버른이 임시 수도의 역할을 했다. 노던 준주는 1911년에 사우스오스트레일리아주의 통제에서 연방 의회로 권력이 이전되었다.
1914년에 오스트레일리아는 영국과 제1차 세계대전에 참전했고, 물러나는 연방자유당(Commonwealth Liberal Party)과 새로 집권한 오스트레일리아 노동당의 지지를 받았다. 오스트레일리아군은 서부전선의 주요 전투에 참여했다. 제1차 세계대전에서 416,000명의 오스트레일리아군이 참전해 60,000명이 전사했고, 152,000명이 부상을 입었다. 많은 오스트레일리아인들은 갈리폴리에서의 오스트레일리아 뉴질랜드 군단(ANZACs, Australian and New Zealand Army Corps)의 패배를 국가의 탄생으로 여기며, 이 전쟁은 오스트레일리아의 첫 번째 군사 행동이다. 제2차 세계대전 중의 코코다 트랙 작전(Kokoda Track Campaign) 또한 국가를 정의한 갈리폴리 전투와 유사한 사건이다.
1931년 영국의 웨스트민스터 헌장은 영국과 오스트레일리아 사이의 헌법상 연관을 종료시켰다. 오스트레일리아는 이를 1941년에 수용했으나, 이는 1939년으로 거슬러 올라가 제2차 세계 대전 도중에 오스트레일리아 의회가 통과시킨 법률의 타당성을 확인했다. 특히 아시아에서 벌어진 영국의 패배와 일본 제국의 침략으로 인한 충격은 오스트레일리아가 미국을 새로운 동맹이자 보호자로 여기게 했다. 1951년부터 오스트레일리아는 태평양 안전 보장 조약(ANZUS)에 속하는 미국의 동맹이 되었다.
제2차 세계 대전 이후 오스트레일리아는 유럽 본토에서의 이민을 장려했다. 1970년대부터 후술할 백호주의가 폐지될때까지 아시아와 그 외 지역에서의 이민 또한 장려되었다. 이로 인해 오스트레일리아의 인구, 문화, 자아가 크게 바뀌었다. 1986년 오스트레일리아법(Australia Act 1986)의 통과는 영국 정부가 오스트레일리아에서 역할을 차지할 가능성을 끝냈으며, 간간히 쓰이던 영국 추밀원의 재판상의 상소 선택권도 빼앗았다. 1999년의 국민투표에서는 투표자의 55%와 모든 주의 대다수가 오스트레일리아 의회의 양원에서 3분의 2의 투표로 대통령이 지명된 공화국이 되자는 제안을 거부했다. 1972년 도날드 혼(Donald Horne)의 랜드마크 비평서 The Lucky Country(1964년)와 휘틀람 정부의 당선 이후 오스트레일리아의 전통적인 동맹국 및 교역 파트너들과 긴밀한 관계를 유지하면서 다른 태평양 연안 국가들과의 관계에 대한 외교 정책의 초점이 높아지고 있다.

### 오스트레일리아의 토끼
영국에서 온 이민자가 토끼를 풀어놓은 바람에 오스트레일리아 전역으로 퍼져나갔다. 10년 후, 오스트레일리아에는 토끼로 가득 차게 되었다. 한 해에 200만마리를 총으로 사살했음에도 불구하고 토끼는 계속 늘어났다. 1920년대 세계 대공황 때는 전 세계가 빈곤으로 흔들렸지만 오스트레일리아인들은 토끼 고기로 음식을 만들어 식량 걱정을 할 필요가 없었다. 1990년대 200년 간 이어진 토끼와의 전쟁이 토끼 바이러스의 개발로 종식되었다. 오스트레일리아 전역에도 초목들이 다시 자라나기 시작했다.

## 자연 환경

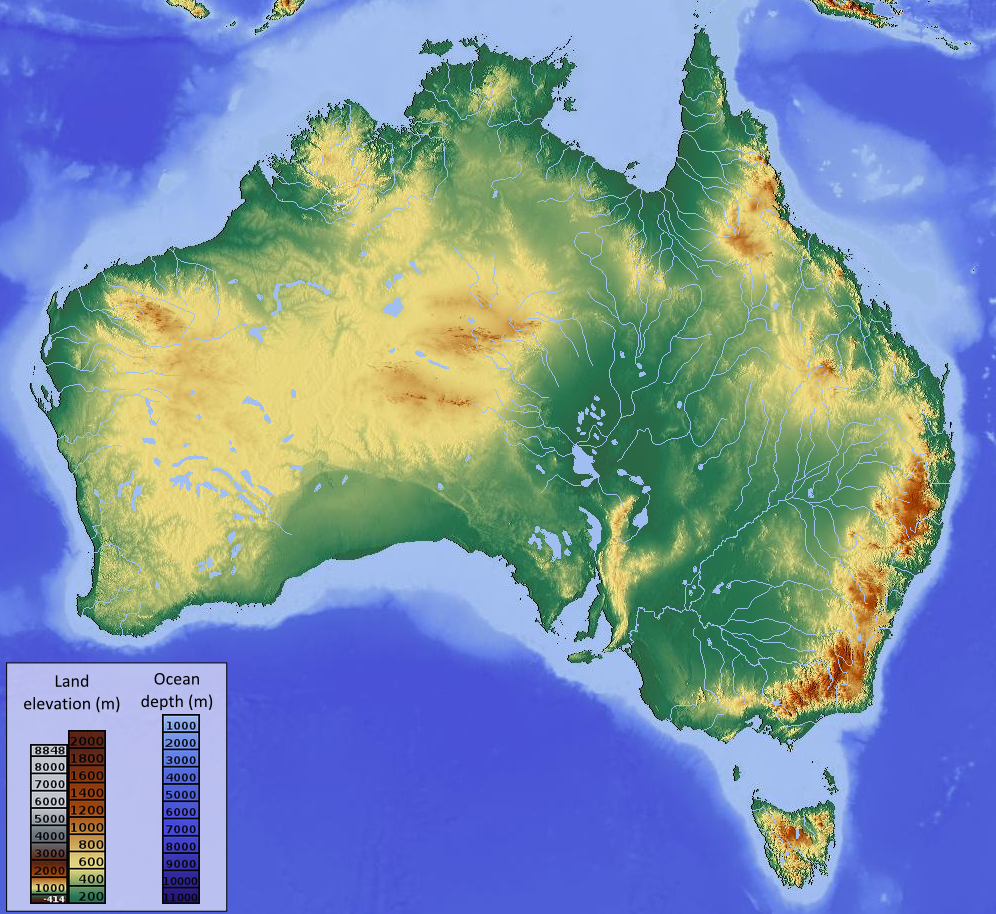
오스트레일리아의 입체 지도, 진한 녹색은 낮은 곳, 진한 갈색은 높은 곳을 나타낸다.

### 일반적 특성
오스트레일리아는 인도양과 태평양에 둘러싸여 있다. 아라푸라해와 티모르해에 의해 아시아와 분리되어 있으며; 산호해는 퀸즐랜드 해안에, 태즈먼해는 오스트레일리아와 뉴질랜드에 맞닿아 있다. 지구상에서 가장 작은 대륙이자 6번째로 넓은 나라로 그 크기와 고립성 때문에 "섬 대륙"이라고 불리며, 종종 세계에서 가장 큰 섬으로 여겨진다. 오스트레일리아는 34,218킬로미터(21,261마일)의 해안선(섬 제외)과 8,148,250평방킬로미터(3,146,060평방마일)의 배타적 경제 수역을 가지고 있다. 오스트레일리아는 매쿼리섬과 별도로 위도 9°와 44°S, 경도 112°와 154°E 사이에 위치한다.

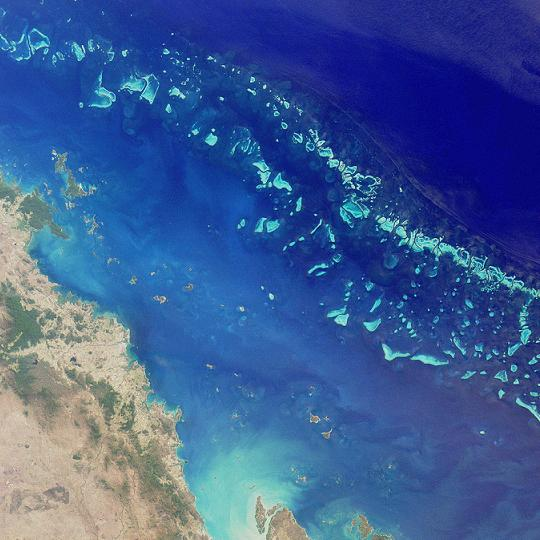
그레이트 배리어 리프의 위성 사진

세계에서 가장 큰 산호초인 그레이트배리어리프는 북동쪽 해안의 일부로부터 약 2,000킬로미터(1,240마일)정도 뻗어 있다. 웨스턴 오스트레일리아에 위치한 2,228미터(7,310피트) 높이의 어거스투스 산(Mount Augustus)은 세계에서 가장 큰 단층석으로 여겨진다. 코지어스코 산은 오스트레일리아 본토에서 가장 높은 산이며, 전체로 범위를 넓히면 허드섬에 있는 마우슨 피크(2,745 미터, 9,006 피트)가 최고봉이다. 오스트레일리아령 남극 지역에서는 맥클린톡 산과 멘지 산이 각각 3,492미터(11,457피트)와 3,355미터(11,007피트)이다.

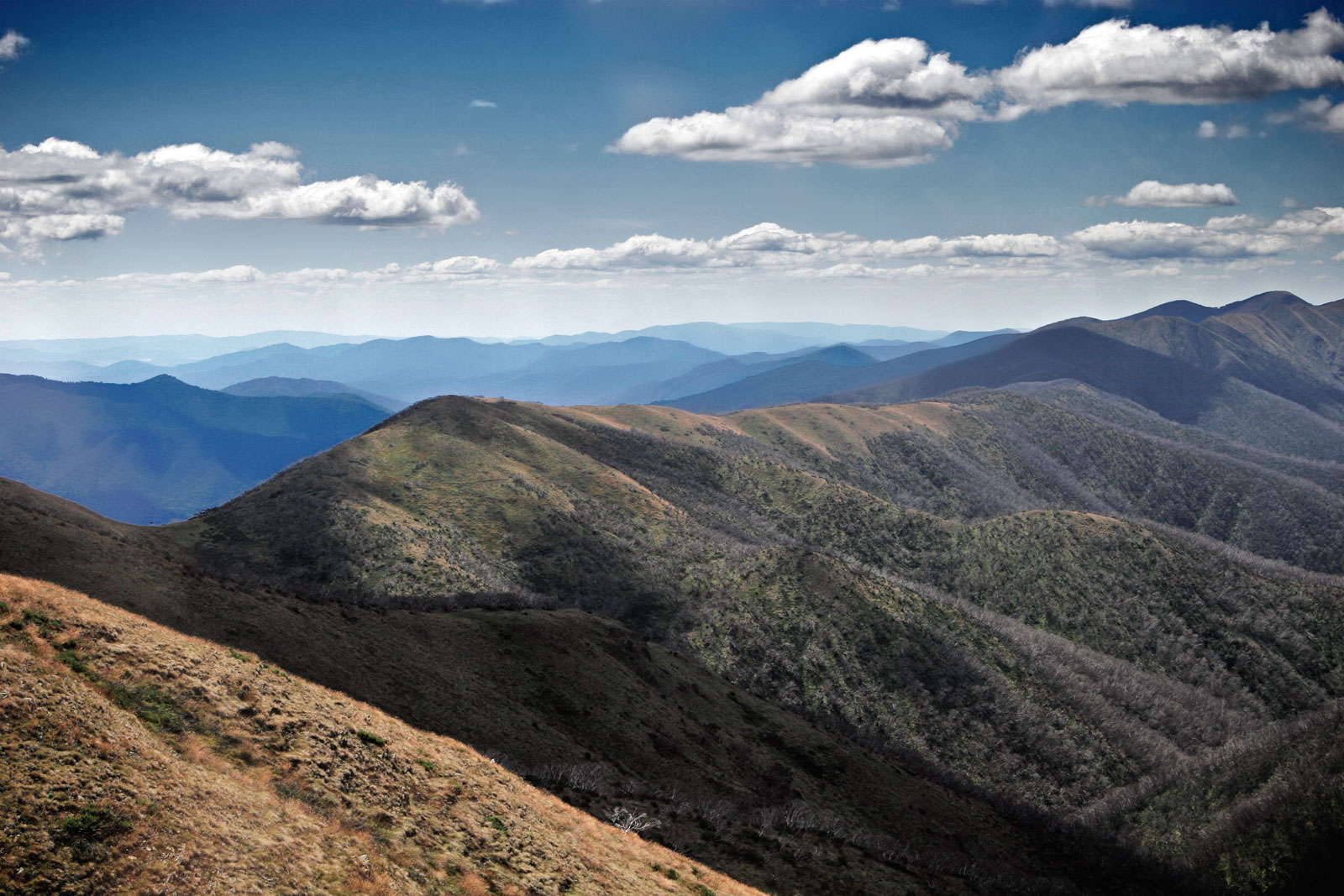
그레이트 디바이딩 산맥

오스트레일리아의 크기는 북동쪽의 열대 우림, 남동쪽과 남서쪽과 동쪽의 산맥, 그리고 중앙의 사막과 같은 다양한 풍경을 보여준다. 아웃백으로 알려진 사막이나 반건조 지대는 국토의 가장 큰 부분을 차지한다. 오스트레일리아는 사람이 사는 가장 건조한 대륙으로, 연평균 강수량은 500mm 미만이다. 인구밀도는 km2당 2.9명으로 세계에서 가장 낮은 나라에 속한다. 또한 인구의 대부분은 남동쪽 해안을 따라 거주하고 있다.
동부 오스트레일리아는 퀸즐랜드, 뉴사우스웨일즈, 빅토리아 해안에 평행한 그레이트디바이딩산맥으로 표시되어 있다. 엄밀히 말하면 이 이름은 정확하지 않은데, 왜냐하면 그 산맥의 일부는 낮은 언덕으로 이루어져 있고, 고지는 보통 1,600미터(5,249피트) 이하의 높이기 때문이다. 해안 고원과 브리갈로 초원의 띠가 해안과 산 사이에 놓여 있고, 산맥의 내륙은 넓은 초원지역이다. 여기에는 뉴사우스웨일즈의 서부 평야와 에이나슬리 업랜즈(Einasleigh Uplands), 바클리 테이블랜드(Barkly Tableland), 퀸즐랜드 내륙의 물가랜드(Mulga Lands) 등이 포함된다. 동해안의 최북단 지점은 열대우림 케이프 요크 반도다.
탑 엔드(top End)와 걸프 컨트리(Gulf Country)의 풍경은 열대 우림과 더불어 숲, 삼림지, 습지, 초원, 사막을 포함한다. 대륙의 북서쪽 끝은 사암 절벽; 킴벌리의 협곡과 필바라, 그리고 내륙의 남쪽에는 오드 빅토리아 평원과 서부 오스트레일리아 물가 관목지 등 더 많은 초원이 있다. 오스트레일리아의 심장부는 중부의 고원이다. 중앙과 남쪽의 두드러진 특징으로는 유명한 사암 단층석인 울루루와 내륙 심슨, 티라리 및 스투르트 스토니, 깁슨, 그레이트 샌디, 타나미, 그레이트 빅토리아 사막 등이 있으며 남해안에는 유명한 누르보 평원이 있다.

### 지리

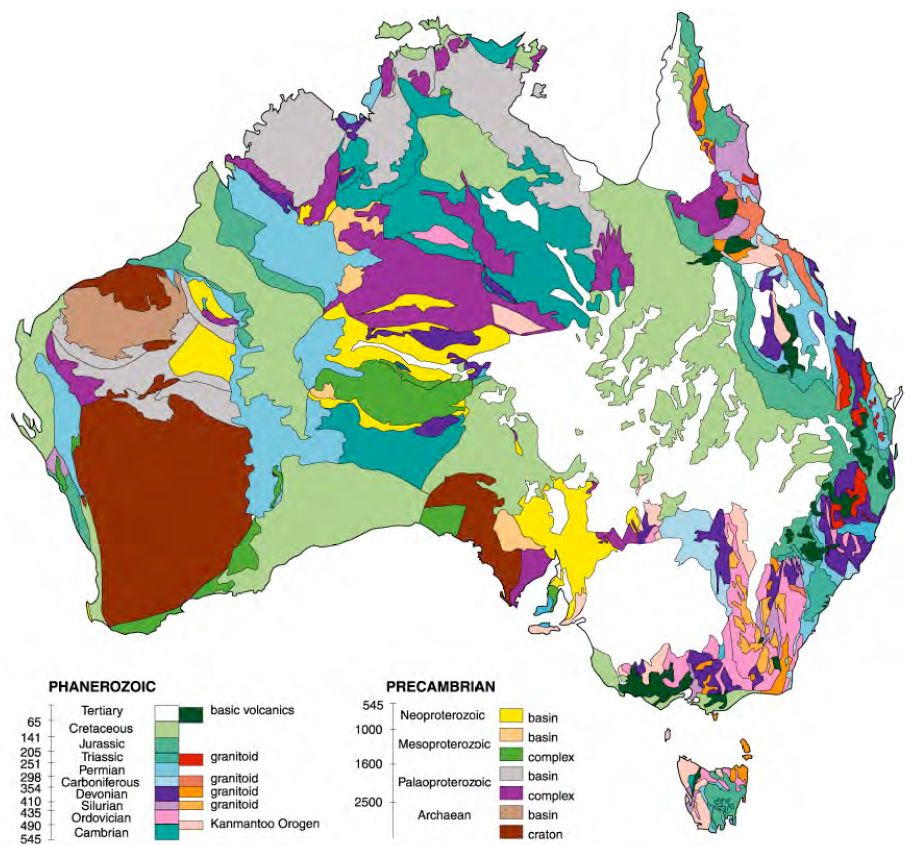
나이에 따른 오스트레일리아의 기본 지질학적 지역

오스트레일리아 대륙은 인도-오스트레일리아 판 위에 놓여 있으며, 비교적 안정적인 지질학적 역사를 가진 지구상에서 가장 낮고 원시적인 대륙이다. 이 대륙은 알려진 모든 종류의 암석과 38억년에 지질학적 시기를 포함하고 있다. 필바라 크래튼은 지구상에서 유일하게 확인된 36-2.7Ga 중 하나이다.
모든 주요 초대륙의 일부였던 오스트레일리아 대륙은 아프리카 대륙과 인도 대륙의 분리와 함께 페르미안에서 곤드와나가 분리된 후 형성되기 시작했다. 페름기에서부터 백악기까지 장시간에 걸쳐 남극에서 분리되었으며, 마지막 빙하기가 기원전 10,000년경에 끝났을 때 해수면이 상승하면서 태즈메이니아가 육지로부터 분리되었고 배스 해협이 형성되었다. 기원전 8,000년에서 6,500년 사이에 북쪽의 저지대도 바다에 잠겼다. 현재 오스트레일리아 대륙은 1년에 6-7센티미티씩 유라시아 쪽으로 이동하고 있다.
얇은 테두리를 제외한 오스트레일리아 대륙 지각의 평균 두께는 38킬로미터로 범위는 24-59킬로미터이다. 오스트레일리아 대륙은 서쪽에서 동쪽으로 성장한 것으로 보이는데; 주로 서쪽에서 발견되는 아르차이아의 분화구는 중앙에서, 조산 운동의 퇴적층과 변성암, 화성암은 동쪽에서 발견된다.
오스트레일리아 본토와 태즈메이니아는 판의 중간에 위치해 있고 현재는 활화산이 없지만 동부 오스트레일리아 핫스팟을 지난다. 이로 인해 최근 서쪽 빅토리아와 남동쪽 오스트레일리아의 뉴 볼카니스 지방 화산 활동이에서 발생했으며, 또한 뉴기니의와 오스트레일리아의 허드섬과 맥도날드섬 부근에서도 일어났다. 1989년 뉴 캐슬 지진에서 가장 많은 사망자가 발생한 가운데, 오스트레일리아 본토와 태즈메이니아 지역의 지진 활동은 적은 편이다.

### 기후

오스트레일리아의 쾨펜 기후 구분도

오스트레일리아 기후는 인도양의 디폴과 엘니뇨-남반구 오실레이션, 계절성 열대 저기압을 비롯한 바다 흐름에 영향을 많이 받는다. 이러한 요인은 매년 강수량의 큰 변화를 불러온다. 북부 지방은 대부분 열대성으로 강수량이 여름에 집중되어 있으며, 남동쪽은 해양 기후와 온난 습윤 기후, 고산 기후, 아열대 기후가 특징이다. 내륙 중심부는 건조 또는 반건조 기후다.
기상청의 2011년 오스트레일리아 기후 보고서에 따르면, 2011년 기온은 라니냐 영향으로 평균보다 낮았다. 하지만 오스트레일리아 10년 평균 기온은 계속해서 상승세를 보이고 있으며, 2001-2011년은 장기 평균보다 0.52 °C(0.94 °F) 높은 온도로 역사상 2번째로 더운 10년이었다. 게다가, 2014년은 1910년에 국가 기온 관측을 시작한 이래 오스트레일리아에서 세 번째로 더운 해였다. 2019년 1월은 평균 기온이 30 °C(86 °F)를 넘어 오스트레일리아에서 가장 더운 달이었다.
도시 인구 증가와 국지적인 가뭄으로 인한 만성적인 물 부족으로 말미암아 많은 지역에서 물제한을 빈번히 시행하고 있다. 2000년대에 이어 2010,11,12년에 발생했던 것처럼, 대륙 전역에 걸친 대규모 홍수는 장기간의 가뭄, 내륙 강의 범람, 범람하는 댐, 대규모 내륙의 평야 침수 후에 정기적으로 발생한다.

### 생물 다양성

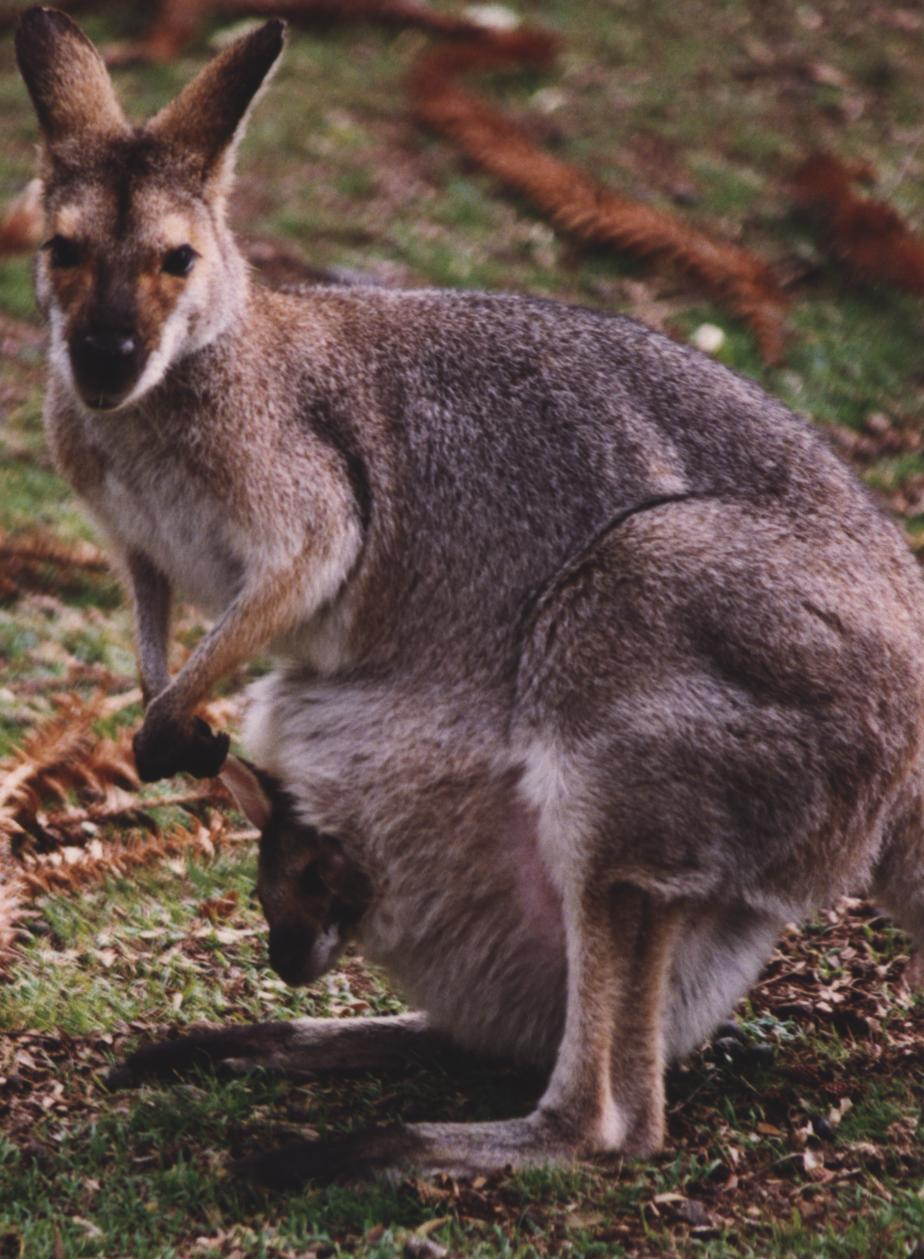
오스트레일리아의 상징적 동물인 캥거루

오스트레일리아 대륙의 대부분이 사막이지만, 대륙은 고산 지대에서 열대 우림에 이르기까지 다양한 종류의 서식지를 포함하고 있다. 곰팡이는 그 지역의 생물 다양성을 상징하는데, 약 25만종으로 추정되고, 그중 오스트레일리아에서는 5%가 서식한다. 대륙의 오래된 역사, 다양한 날씨, 그리고 장기적인 지리적 고립 때문에, 오스트레일리아의 많은 생물들은 매우 독특하다. 꽃이 피는 식물의 약 85%, 포유류의 84%, 조류의 45%, 어류의 89%등이 오스트레일리아에만 서식한다. 또한 755종으로 가장 많은 수의 파충류를 가지고 있다. 남극 대륙과 함께 오스트레일리아 대륙은 고양이과가 자연석으로 서식하지 않는 유일한 대륙이다. 야생 고양이들은 17세기에 네덜란드의 난파선과 18세기 후반에 유럽인들에 의해 소개되었을 것이다. 고양이는 이제 많은 멸종 위기에 처한 토착종들의 감소와 멸종의 주요 요인으로 여겨지고 있다.
오스트레일리아의 숲은 대부분 상록수, 특히 덜 건조한 지역은 유칼립투스로 이루어져 있다. 호두는 더 건조한 지역과 사막에서 지배적이다. 잘 알려진 오스트레일리아의 동물들 중에는 오리너구리, 가시두더지 등의 단공류와 캥거루, 코알라, 웜뱃을 포함한 다수의 유대류, 에뮤와 쿠카부라와 같은 새들이 있다. 오스트레일리아는 독성이 강한 뱀들을 포함해 많은 위험한 동물들의 서식지이다. 딩고는 기원전 3000년경 오스트레일리아 원주민들과 거래한 사람들에 의해 소개되었다. 오스트레일리아의 메가 파우나를 포함한 많은 동물과 식물 종들은 인간이 처음 정착한 후 곧 멸종되었다. 태즈메이니아 늑대를 비롯한 다른 종들은 유럽인들이 정착한 이래 사라졌다.
오스트레일리아의 대다수 생태계와 동물, 크로미스타, 곰팡이, 식물 종들은 인간의 활동에 의해 위협을 받고 있으며, 이로 인해 오스트레일리아는 세계에서 가장 높은 포유류 멸종률을 기록하고 있다. 1999년 연방 환경 보호 및 생물 보호법(the Federal Environment Protection and Biodiversity Conservation Act 1999)은 멸종 위기 종을 보호하기 위한 법적 장치이다. 또한 독특한 생태계를 보호하고 보존하기 수많은 보호 구역이 만들어졌다. 람사르 협약에 따라 65개의 습지가 등록되어 있고, 16개의 세계자연 유산이 설립되었다. 오스트레일리아는 2018년 환경성과지수에서 178개국 중 21위를 차지했다. 오스트레일리아의 멸종 위기종 목록에는 500마리 이상의 동물과 식물이 포함되어 있다. 그러나 산불로 인해 상당수가 줄어들었다.

## 정치
오스트레일리아는 연방 의회 중심의 입헌 군주국이다. 1901년 연방 정부가 성립된 이후 세계에서 가장 오래된 헌법 하에서 안정적인 자유 민주주의 정치 체제를 유지해 왔으며 연방 정부와 주 정부, 그리고 준주 정부 사이에서 권력이 나누어지는 세계에서 가장 오래된 연방 중 하나이다. 오스트레일리아의 정부 체제는 영국(입헌 군주제, 강령한 정당 규율)과 미국의 정치 체제(연방 주의, 성문 헌법, 선출된 상원과 강력한 양원제)의 요소들과 독특한 자신들만의 특징들을 결합한 것이다.
연방 정부는 세개의 부서로 분리된다.
- 입법부: 군주, 상원 및 하원으로 구성된 양원제 의회
- 행정부: 의회의 추천에 따라 정부 기관장이 임명한 총리 및 기타 국무장관으로 구성된 내각의 결정에 법적 효력을 부여하는 연방 집행 위원회.
- 사법부: 오스트레일리아 고등 법원과 다른 연방 법원, 의회의 추천에 따라 행정 장관이 임명하는 판사

찰스 3세는 오스트레일리아의 국왕으로 군림하며 연방 정부의 총독과 오스트레일리아 정부의 주지사들에 의해 대표된다. 주지사들은 국왕의 장관들의 조언에 따라 관습법을 제정한다. 따라서 실제로는 총리 및 연방 집행 위원회의 행위에 대한 법적 명목상의 지도자로서 정부 장성이 행동을 취한다. 정부 수반은 이례적이고 제한적인 상황에서 총리의 요청을 받지 않고 행사할 수 있는 특별한 예비군을 보유하고 있는데, 그 중 가장 주목할 만한 사건은 1975년 헌법 위기 당시 휘트람 정부의 해임이었다.
상원에는 76명의 상원 의원이 있다.(각 주에서 12명, 준주에서 2명) 하원에는 151명의 하원 의원이 있으며, "인구에 따른 소선거구에서 선출된다. 각 선거구는 최소 5석을 보장 받는다. 양원의 선거는 3년마다 동시에 실시된다. 준주 출신을 제외한 상원의원의 임기는 정해져 있지 않지만 보통 6년으로, 하원 선거 주기에 맞춰 선거를 치른다.

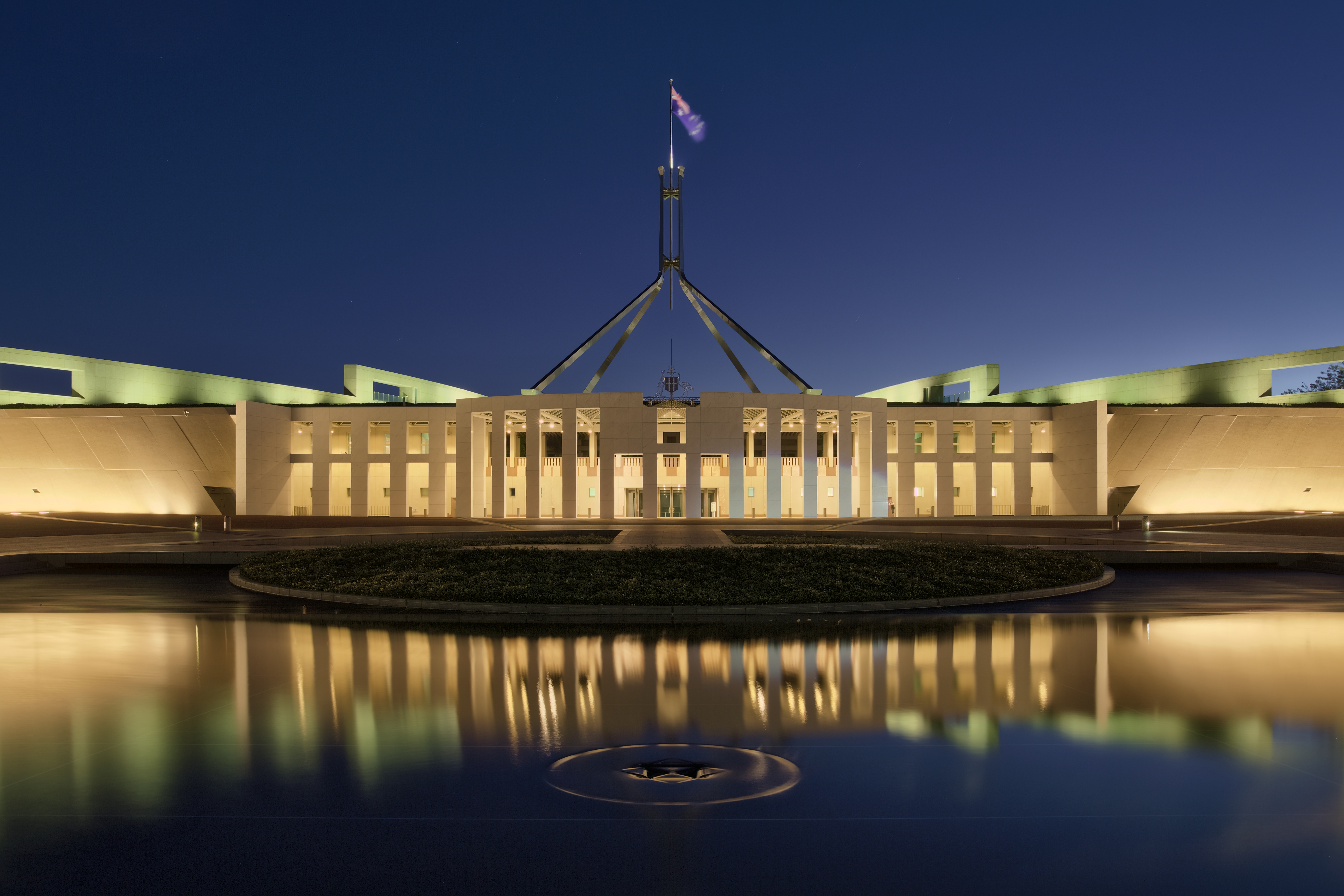
캔버라의 의회의사당

태즈메이니아와 오스트레일리아 수도 준주를 제외한 모든 하원 선거는 선호투표제, 상원은 비례대표와 결합된 이양식 투표제이다. 18세 이상의 모든 유권자는 의무적으로 투표에 참여해야 한다. 하원의 다수당이 정부를 구성하고 당수가 총리가 된다. 많은 지지를 받은 정당이 없는 경우에는 헌법에 따라 총독이 총리를 임명하며, 의회의 신임을 잃은 경우에는 파면한다.
일반적으로 정부, 연방 정부, 주 정부에는 노동당과 자유당, 국민당이 이루는 보수연립(Coaliation), 두개의 주요 정당으로 나뉜다. 보수 연합은 중도 우파, 노동당은 중도 좌파로 간주된다. 무소속 의원들과 몇몇 군소 정당들은 주로 상원에서 표를 얻었다.
가장 최근의 연방 선거는 2019년 5월 18일에 열렸고 그 결과 스콧 모리슨 총리가 이끄는 보수 연합이 정부를 유지하게 되었다.

### 주 및 준주

오스트레일리아의 주 및 준주

오스트레일리아에는 뉴사우스웨일즈(NSW), 퀸즐랜드(QLD), 사우스 오스트레일리아(SA), 태즈메이니아(TAS), 빅토리아(VIC), 웨스턴 오스트레일리아(WA)의 6개 주와 오스트레일리아 수도 준주(ACT), 노던 준주(NT)의 2개 준주가 있다. 연방 정부가 준주 정부 의회에서 통과된 법률을 수정하거나 폐지할 수 있다는 점을 제외하면 준주는 주와 거의 동일하게 기능한다.
헌법에 따르면, 각 주는 원칙적으로 모든 영역에 대해 법률을 제정할 수 있는 전체 입법권을 가지고 있는 반면, 연방 의회는 51조에 명시된 영역 내에서만 법률을 제정할 수 있다. 예를 들어, 주 의회는 교육, 형법, 주 경찰, 보건, 운송 및 지방 정부와 관련된 법률을 제정할 권한을 가지고 있지만, 연방 의회는 이러한 분야의 법률을 제정할 권한이 없다. 그러나, 연방 법은 역설적으로 주 법보다 우위에 있다. 또한 연방 정부는 소득세를 부과할 수 있는 권한을 가지고 있는데, 이는 주정부에게 보조금을 지급할 수 있는 권한과 함께 영연방이 입법권을 가지고 있지 않은 영역 내에서 특정 입법 안건을 추구하도록 장려하기 위한 재정적 수단을 제공한다.
각 주와 준주에는 각각의 의회(노던 준주, 오스트레일리아 수도 준주, 퀸즐랜드는 단원제, 나머지 주는 양원제)가 있다. 하원은 입법 의회로 알려져 있고, 상원은 입법 회의로 알려져 있다. 각 주의 정부 수반은 총리이고 각 준주의 수반은 지사이다. 국왕은 각 주에서 주지사로, 노던 준주에서는 행정관으로 대표된다. 연방 정부에서 국왕의 대리인은 총독이다
연방 의회는 슈모어와 카르티에 제도, 오스트레일리아령 남극 지역, 크리스마스섬, 코코스 제도, 산호해 제도, 허드 맥도널드 제도, 저비스베이 준주 등의 외부 지역을 직접적으로 관리한다. 매쿼리섬은 태즈메이니아주, 로드하우섬은 뉴사우스웨일스주가 관리한다.

## 대외 관계

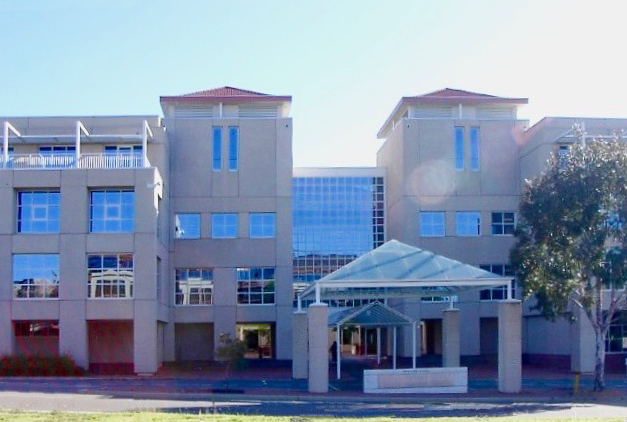
캔버라에 위치한 외교통상부 본부 RG CAsey House

수십년간 오스트레일리아의 외교 관계는 ANZUS 조약을 통한 미국과의 긴밀한 동맹과 오스트레일리아가 창립 멤버인 ASEAN, 태평양 제도 포럼, 태평양 공동체를 통한 아시아·태평양과의 관계 발전 의지 속에 추진되어 왔다. 오스트레일리아는 2005년 동남아시아에서 우호 협력 조약을 체결한 것에 이어 동아시아 정상회의에서 취임식을 가졌고, 2011년에는 인도네시아에서 열린 제6회 동아시아 정상회의에 참석했다. 또한 오스트레일리아는 영연방 정부 수반들이 협력을 위한 주요 포럼을 제공하는 영연방 국가의 일원이다. 오스트레일리아는 국제 무역 자유화를 위해 노력해 왔는데, 케언스 그룹과 아시아 태평양 경제협력체의 설립을 이끌었다.
오스트레일리아는 경제협력개발기구와 세계무역기구의 회원국으로 국가 간의 주요한 자유 무역 협정을 추진해 왔다. 미국 자유 무역 협정(FTA)과 뉴질랜드와의 긴밀한 경제 관계 무역 협정(Close Economic Relations), 중국, 일본, 대한민국, 칠레-오스트레일리아 자유 무역 협정(FTA)을 실시함과 동시에 2015년 11월 현재 환태평양 경제 동반자 협정(TPP)을 의회에 상정하고 있다. 카티온
오스트레일리아는 트랜스-태즈만 여행 협정(Trans-Tasman Travel Arrangement)에 따라 뉴질랜드와 두 나라 간 시민의 자유로운 이동성을 통해 긴밀한 관계를 유지하고 있다. 뉴질랜드, 캐나다, 영국은 오스트레일리아에게 가장 좋은 평가를 받는 나라들로, 오스트레일리아와 많은 외교적, 군사적, 문화적 유대 관계를 맺고 있다.
이 중에서도 뉴질랜드와는 혈맹과도 같은 관계를 유지하며, 제1차 세계 대전, 제2차 세계 대전, 한국 전쟁, 베트남 전쟁, 이란-이라크 전쟁, 걸프 전쟁, 이라크 전쟁 등에서 ANZAC 군으로 참전하였다. 오스트레일리아 주재 뉴질랜드 고등판무관은 뉴질랜드 외교관 중에서도 가장 고위직 인사가 맡는 것이 관례이며, 캔버라의 고등판무관 사무소는 캔버라 의회 바로 앞에 위치해 있다.
뉴질랜드, 영국, 말레이시아, 싱가포르와 함께 오스트레일리아는 지역 방위 협정인 5개국 방위 협정(Five Power Defence Agreements)의 당사자이다. 국제 연합의 창립 회원국인 오스트레일리아는 다자 간 협력에 적극적이며 60여개국이 원조를 지원하는 국제 원조 프로그램을 유지하고 있다. 또한 2005-06년도에 25억 오스트레일리아달러의 개발 지원을 제공했다. 오스트레일리아는 2012년 글로벌 개발 센터의 개발 기여도에서 종합적으로 15위에 올랐다.

## 군사

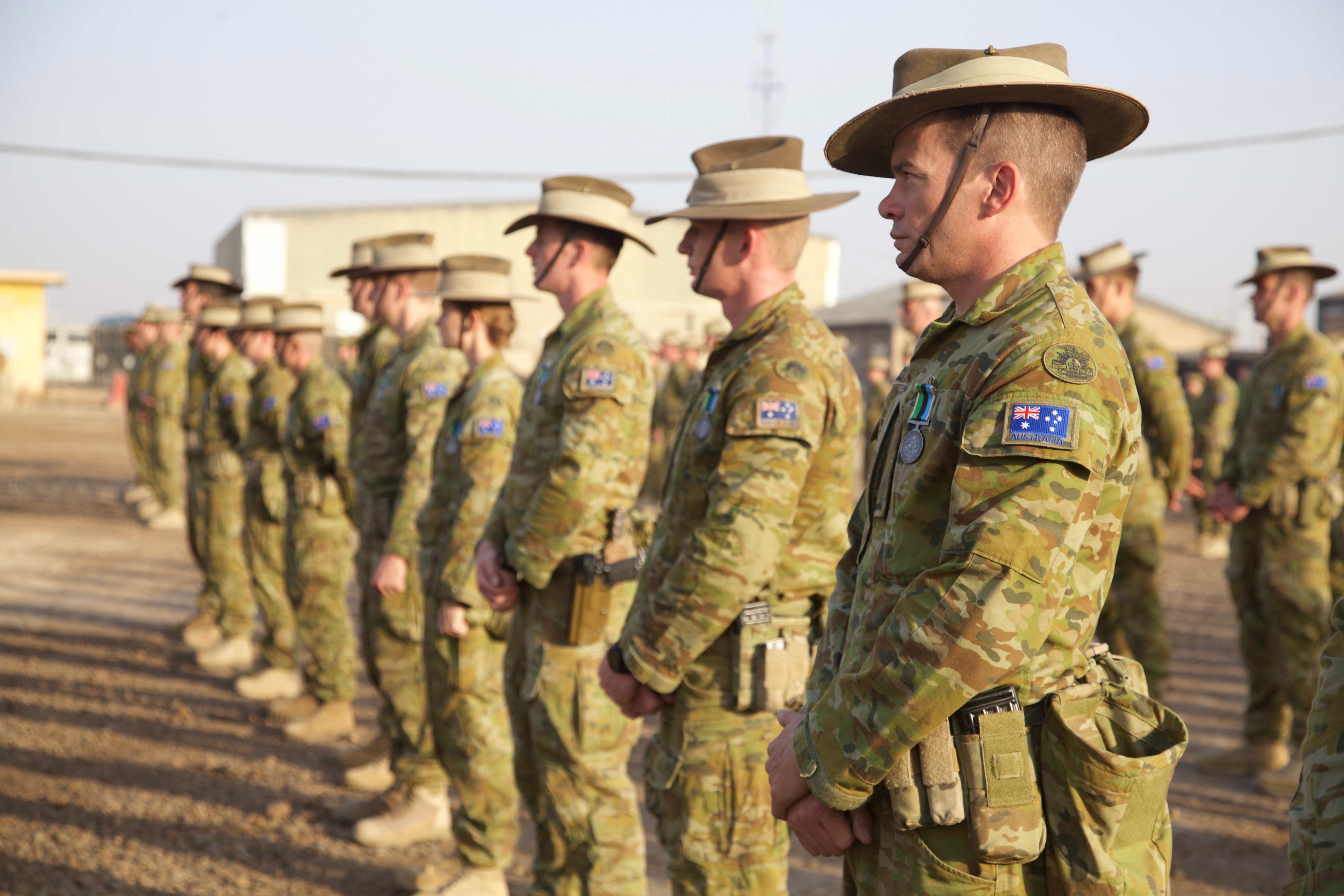
2017년 이라크에 파병된 오스트레일리아 군인

오스트레일리아 방위군(Australian Defence Force)은 오스트레일리아 육군, 왕립 오스트레일리아 해군(Royal Australia Navy), 왕립 오스트레일리아 공군(Royal Australia Air Force) 등 총 8만 1214명으로 구성되어 있다. 총사령관은 정부의 추천에 따라 방위군 중 한 곳에서 국방군 총사령관을 임명한다. 일상적인 군사 작전은 최고 사령관의 지휘 하에 있으며, 보다 광범위한 행정과 방위 정책은 장관과 국방부에 의해 수행된다.
오스트레일리아의 2016~17년 예산안에서는 국방비가 국내 총생산(GDP)의 2%를 차지해 세계 12위의 국방 예산을 기록했다. 오스트레일리아는 2003년 이라크 침공을 포함한 유엔과 지역 평화 유지, 재난 구호, 무력 충돌에 관여해 왔다. 또한 현재 이라크와 아프가니스탄을 포함한 12개 지역에 다양한 역할의 2,241명의 인력을 배치했다.
- 오스트레일리아 방위군 (ADF)
- 병력 (2011년 기준) : 현역 59023명
  - 육군 : 현역 30235명, 예비역 16900명
  - 해군 : 현역 14215명, 예비역 2150명
  - 공군 : 현역 14573명, 예비역 2800명
- 오스트레일리아 육군
  - M1A1 Abrams 59대
  - ASLAV-25 255대
  - Bushmaster PMV 차량 837대
  - M113 APC 700대
  - L119 Hamel Gun (105 mm)
  - M777 곡사포 (155 mm) 35문
  - M198 곡사포 (155 mm)
  - M2A2 곡사포 (105mm) 육군예비군
  - RBS-70 (휴대용 SAM)
  - ARH Tiger 공격헬기
  - MRH-90 (UH-1 Iroquois을 대체)
  - S-70A Blackhawk (MRH-90로 대체예정)
  - CH-47D 치누크
  - OH-58 키오와
- 왕립 오스트레일리아 해군 (RAN) - 2013년 취역한 54척의 함정으로 구성
  - 호위함(frigates) 12척
    - Anzac class(만재배수량 3600톤) 8척
    - Adelaide class(만재배수량 4100톤) 4척

  - 잠수함
    - Collins class 6척

  - 지원함
    - HMAS Choules (dock landing ship)
    - HMAS Tobruk (heavy landing ship)
    - Balikpapan class (heavy landing craft) 6척.
- 왕립 오스트레일리아 공군
  - 전투기
    - F/A-18A/B 71대, F/A-18F 24대

  - 지원기
    - 737 AEW&C 6대, Airbus A330 MRTT(공중급유기) 5대, AP-3C Orion(해상초계기) 21대, C-130J 12대, C-17A 6대, C-130H 8대

## 경제

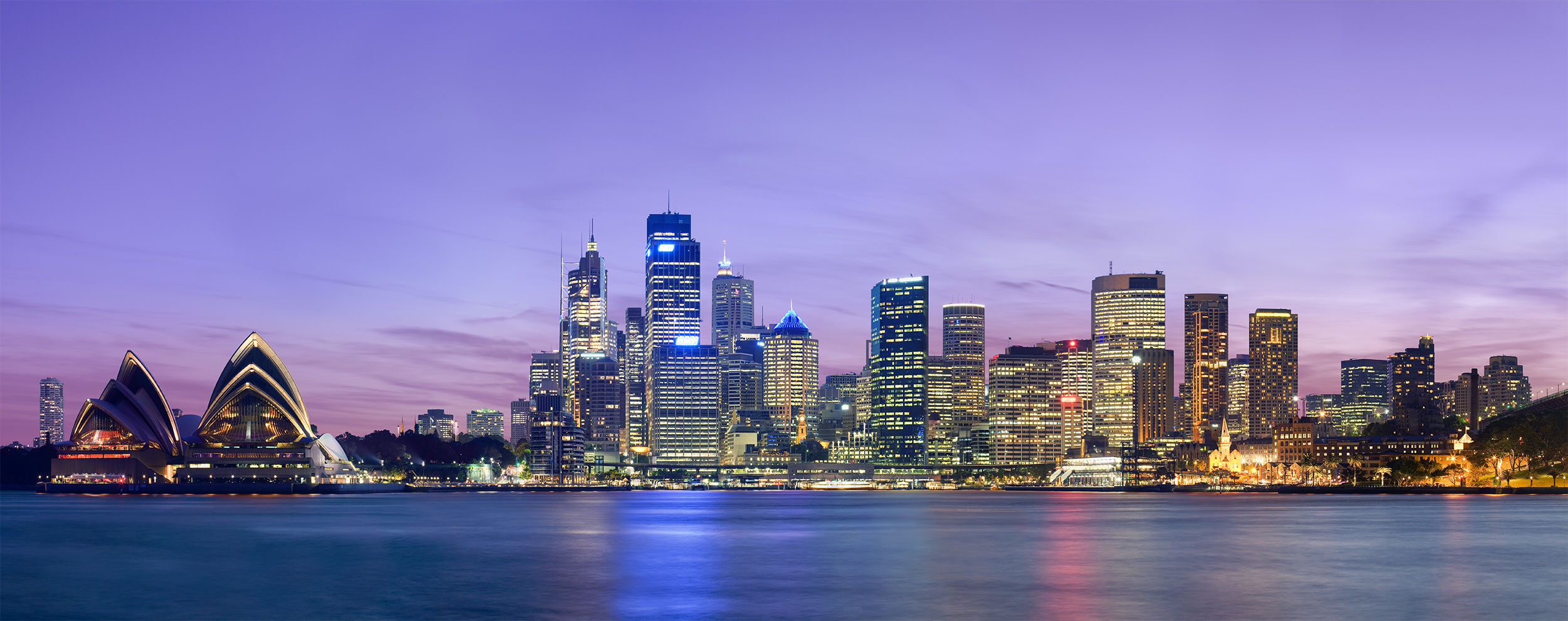

세계적으로 부유한 국가에 속하는 오스트레일리아는 시장 경제, 높은 1인당 GDP, 상대적으로 낮은 빈곤율을 가지고 있다. 평균 재산으로 볼 때 오스트레일리아는 2013년부터 2018년까지 스위스에 이어 세계 2위를 차지했다. 2018년에는 스위스를 추월해 평균 재산이 가장 많은 나라가 되었다. 오스트레일리아의 빈곤율은 2001년에서 2013년까지 10.2%에서 11.8%로 증가했다. 이는 2013년에 크레딧 스위스 연구소에 의해 세계에서 가장 높은 중앙값과 두번째로 높은 평균 재산을 가진 국가로 확인되었다.
오스트레일리아 달러는 크리스마스섬, 코코스(킬링 섬)섬, 노퍽섬, 키리바시, 나우루, 투발루를 포함한 독립된 태평양 섬 국가들을 포함한 국가의 화폐이다. 2006년 오스트레일리아 증권거래소와 시드니 퓨처스 거래소가 합병하면서 오스트레일리아 증권 거래소는 세계에서 9번째로 큰 증권 거래소가 되었다.
경제 자유 지수(2017년)에서 5위를 차지한 오스트레일리아는 세계 14위의 경제 대국으로 1인당 국내 총생산(명목)이 10위인 55,692달러를 기록했다. 또한 UN의 2017년 인간 개발 지수에서 3위를 차지했다. 멜버른은 The Economist의 2014년 가장 살기 좋은 도시에서 4년 연속 1위를 차지했고 애들레이드, 시드니, 퍼스가 각각 5위, 7위, 9위를 차지했다. 오스트레일리아 정부의 총 부채는 2010년의 GDP의 20%에 해당하는 호주 달러 1,900억달러에 달한다. 또한 오스트레일리아는 세계에서 가장 높은 집값과 가장 높은 가계 부채 수준을 가지고 있다.
공산품보다는 원자재 수출에 중점을 두는 오스트레일리아의 무역 전략은 원자재 가격의 상승으로 인해 21세기 초 이후 무역 조건에서 압박을 가해 왔다. 오스트레일리아는 국내총생산(GDP)대비 7%이상의 수지를 가지고 있으며 50년 이상 지속적으로 대규모 경상수지 적자를 겪어 왔다. 또한 OECD의 연평균 2.5%와 비교해 15년간 연평균 3.6%의 성장률을 보였다.
오스트레일리아는 2008-2009년 대침체에서 경기 침체를 겪지 않은 유일한 선진국이다. 하지만, 오스트레일리아의 6개 주요 교역국의 경제는 경기 침체에 빠져 있고, 이에 영향을 받아, 오스트레일리아의 경제 성장은 상당한 타격을 받았다.
호크 정부는 1983년 오스트레일리아 달러를 유통시켰고 부분적으로 금융 규제를 완화했다. 하워드 정부는 노동 시장의 부분적인 규제 완화와 함께 전기 통신 산업 국영 기업의 민영화를 추진했다. 간접세 제도는 10%의 관세(GST)도입과 함께 2000년 7월 크게 바뀌었다. 오스트레일리아의 조세 제도에서 개인 소득세와 회사 소득세는 정부 수입의 주요 원천이다.
2018년 9월 현재 정규직의 수는 1264 만 800명(파트 타임 포함)이며 실업률이 5.2%이다. 2013년 11월 중순 발표된 자료에 따르면 복지 대상자의 수가 55%증가했다. 2013년에는 228,621명의 실업 수당 수급자가 등록되었는데, 이는 2007년 보다 64만 6414명으로 증가한 것이다. 대학원 진로 조사에 따르면 2011년 이후 다양한 직종의 신입 사원들의 정규직 채용은 감소했으나 졸업 후 3년부터 증가하고 있다.
2008년 이후 인플레이션은 일반적으로 2-3%이고 기준금리는 5-6%이다. 관광, 교육, 금융 서비스를 포함한 경제의 서비스 부문은 GDP의 약 70%를 차지한다. 천연 자원이 풍부한 오스트레일리아는 주요 농산물 수출국이며, 특히 밀과 양모, 철이나 금과 같은 광물, 그리고 액화 천연 가스와 석탄 등의 에너지를 수출한다. 농업과 천연 자원은 각각 국내 총생산(GDP)의 3%, 5%에 불과하지만 수출 실적에 크게 기여하고 있다. 오스트레일리아의 가장 큰 수출 시장은 일본, 중국, 미국, 대한민국, 뉴질랜드이다. 또한 오스트레일리아는 세계에서 네번째로 큰 와인 수출국이며, 와인 산업에 매년 55억달러를 투자하고 있다.

## 사회
오스트레일리아의 원주민은 석기시대와 똑같은 수렵생활을 영위한 데 지나지 않았으며, 식민지 당국은 그 노력을 이용할 수는 없었다. 원주민 인구는 크게 감소하여 순혈종의 원주민 약 4만 명이 특별보호구에서 보호 생활을 보내고 있다. 따라서 이 나라의 주민 구성을 생각할 때 원주민은 현실적으로는 없는 것과 마찬가지이다. 그 결과 이 나라의 주민은 모두 최초의 선대 이래 도래한 사람들이며, 현재 총인구 약 1,973만 중 96%가 유럽계 백인으로 구성되어 명실공히 ‘백인의 천하’라 해도 좋겠다. 그중 영국계가 압도적으로 많아 90%를 차지한다. 오랫동안 이민에 의한 인구 증가를 꾀해 왔는데, 제2차 세계대전 후에도 급속한 자원 개발, 경제 성장을 목표로 하고, 또한 1930년대의 낮은 출생률에 기인하는 인구 구성의 틈을 메우기 위해서 이민 수용정책이 채용되었다. 이탈리아·그리스·네덜란드·독일 등지로부터의 이민이 많다. 한편 골드러시 때의 중국인 채광부와의 사이에 일어난 노동력의 덤핑·생활 정도의 저하 등의 문제가 얽혀서 발생한 백호주의 정책이 최근까지 채용되고 있었다. 그러나 최근 세계 여론과 아시아로 눈길을 돌린 이 나라의 입장 등으로 백호주의 정책이 파기되었다. 국어는 영어이다.

### 복지국가
오스트레일리아는 사회보장제도가 잘 발달된 복지국가이다. 사회보장제도는 고령자·신체장애자 등에 대한 연금과, 실업자·병약자·자녀가 있는 가정에 대한 수당 등이 있다. 그 밖에 여러 복지단체에 대해서 많은 지원을 하고 있다. 또 주택정책이 잘 되어 있어 2008년 기준으로 오스트레일리아의 주택 보급률은 70%를 조금 웃돌아 세대의 약 25%의 정도는 임대주택에 거주하고 있다. 영국계 주민이 많고, 영연방의 하나인 탓에 생활양식이 영국과 비슷한 점이 많다.

### 여가 활동
대다수의 오스트레일리아인들은 퇴근 후 집에서 맥주를 마시는 것을 하루 중 가장 큰 낙으로 생각한다.
크리켓·론 볼링·럭비 등의 스포츠가 활발하다. 이 외에도 골프나 경마, 수상 스포츠, 캠핑을 즐기고, 일요일 오후에는 지역적으로 있는 ‘아르보(오후라는 뜻)’라는 정원 맥주파티에서 서로 어울린다. 오스트레일리아인들은 흔히 예고없이 친구와 친척집을 ‘잡담하러’ 방문하는 관습이 있고, 시골에서는 남녀가 따로 앉아 이야기를 나누기도 한다.느긋한 옥외생활의 분위기는 먹는 일과 그 사회생활에도 영향을 미쳐, 이곳 사람들은 오스트레일리아식 바비큐라는 요리를 항시 즐기게 되었다. 많은 공원이나 해변가에서는, 점심때나 저녁식사시간이면 불에 굽는 스테이크와 갈비 소시지의 냄새가 환담소리와 맥주 깡통 비우는 소리와 어울려 은은히 새어 나온다. 야외식사의 풍습은 굴·게·바닷가재, ‘야비’라고 하는 민물가재 등을 파는 거리의 노점에서도 성행되고 있다. 도박도 널리 행해져 대규모 사교클럽이 인기가 있고, 행락을 위하여 해외여행을 즐기는 사람들이 많다.

### 노동인권
또한 오스트레일리아인들은 세계에서 가장 좋은 노동조건을 몇 가지 갖고 있다. 그들은 일년에 4∼5주의 휴가와 연중 여기저기 산재해 있는 다수의 공휴일을 확보하고 있다. 또, 크리스마스와 부활절 외에, 오스트레일리아인들은 농업전시회, 국왕의 생일, 그리고 멜버른 사람인 경우에는 이 나라 최대의 경마행사인 ‘멜버른 컵’ 경기 때도 근무를 하지 않는다. 대부분의 직장인들은 일찍 근무를 시작하여 오후 5시면 끝마침으로써, 몰려오는 파도 옆의 백사장에서 본격적으로 일광욕을 하는 등 충분한 시간적 여유를 만들고 있다.
오늘날 이곳에서 볼 수 있는 전형적인 풍경의 하나는, 태양에 바랜 머리카락과 푸른 눈을 가진 십대의 젊은이들이 풍요와 넘치는 영양, 그리고 야외생활로 다져진 건강한 피부빛의 육체들을 가지고 서프보드와 윈드서핑 장비가 꽂힌 캠프용 자동차 주위에 모여 있는 모습이다.

### 민족

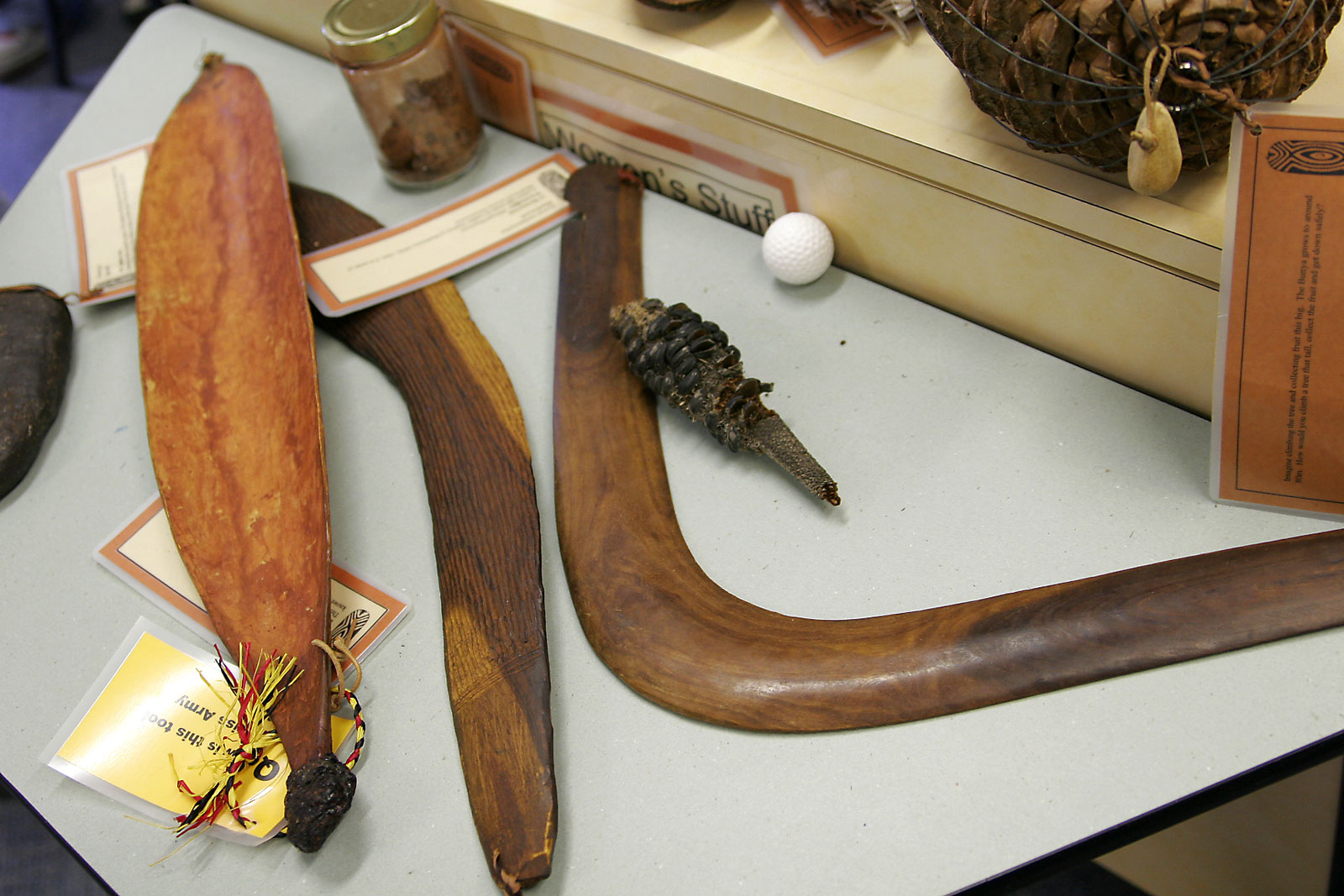
어보리진이 사용하는 도구

영국계가 주류이지만 다양한 민족이 존재하며, 원주민 보호 구역에는 예전부터 거주하던 어보리진도 분포한다. 태즈메이니아 지역 애버리진은 오스트레일리아가 영국의 식민지가 되면서 백인이 벌인 '인간사냥'으로 전멸당하고 말았으며, 오스트레일리아 애버리진들도 1930년대부터 70년대까지 약 40년간 오스트레일리아 정부의 원주민 말살정책으로 부모에게서 강제로 분리해 백인 가정으로 입양하거나 강제수용당했다. 원주민 인권을 짓밟은 오스트레일리아 정부의 원주민 탄압정책은 《리더스 다이제스트》 한국어판에 강제수용당한 원주민 소년이 탈출하여 고향에 돌아온 이야기가 실릴 만큼 지식인들 지탄을 받았으며, 애버리진도 불행한 자신들 과거를 '도둑맞은 세대'(Stolen Generation) 또는 '도둑맞은 아이들'(Stolen Children)이라고 부를 만큼 큰 상처를 받았다. 강제 입양이나 수용당한 원주민 어린이는 최소 10만 명 이상으로 추정한다. 이들은 우울증 등 정신질환을 앓는데, 일부는 법정투쟁으로 2007년 9월 1일 오스트레일리아 역사상 최초로 보상결정이 내려졌다.
2007년까지 재임한 존 하워드 정권에서는 오스트레일리아정부의 민족말살정책이 이전정권 일이었다는 이유로 애버리진에 관한 사과나 보상에 소극적 태도를 보였으나, 2007년 12월에 집권한 케빈 러드 행정부는 2008년 2월 13일, 범정부 차원 첫 공식 사과문을 발표하고 이를 연방의회에서 만장일치로 통과시키는 등 적극적인 사죄 활동을 시작했다. 이는 오스트레일리아정부가 "잃어버린 세대"로 불리는 정부주도의 토착민 가정 및 사회 파괴행위에 관해 사죄의 뜻을 밝힘으로써 과거사 청산 의지를 보였다는 의미가 있다. 또한 1973년까지 백호주의을 고수하여 흑인 이민을 제한하였으나 노동력 부족 등 문제가 나타나자 1973년에 백호정책을 전면 폐지하였고, 그 뒤로 인종 차별은 줄어들었다.

### 언어
대부분 오스트레일리아 사람은 영어를 쓰는데, 오스트레일리아 영어(오지 잉글리시)는 미국 영어나 영국 영어와 구별되는 특징 있다. 2001년 조사에 따르면, 전체 인구의 80%는 가정에서 영어만을 사용하고 있다. 그 다음으로 가정에서 많이 쓰는 언어가 중국어(2.1%), 이탈리아어(1.9%), 그리스어(1.4%) 순이다. 이민 1세대나 2세대 상당수는 두 언어를 사용하고 있다. 베트남계 이주민은 베트남어를 사용하기도 하는데, 영어 구사자도 있다.
일례로 동남아시아에 온 주민은 베트남에서 온 주민처럼 고향 언어를 사용하는 점이랑 영어를 같이 구사하는 점도 있는 편이다.
처음 유럽인이 오스트레일리아에 도착했을 때 원주민이 사용하는 약 200에서 300개 토착 언어가 있었던 것으로 보인다. 그러나 현재 약 70개 정도만 살아남았으며, 그 가운데 20개는 사멸 위기에 있다. 이들 토착 언어를 주로 사용하는 인구는 약 5만 명으로 전체 인구의 0.02%이다.

### 종교
| 종교       | 종교인 (만명) |
| ---------- | ------------- |
| 가톨릭교   | 529.2         |
| 영국성공회 | 310.1         |
| 타 기독교  | 380.9         |
| 이슬람교   | 60.4          |
| 불교       | 56.4          |
| 힌두교     | 44.0          |
| 시크교     | 12.6          |
| 유대교     | 9.1           |
| 타 종교    | 9.6           |
| 없음       | 704.1         |

헌법 제 116조에는 어떤 종교를 확립을 위해 종교의식 강요, 종교의 자유를 억압하는 법률을 금지하고있다.

## 문화

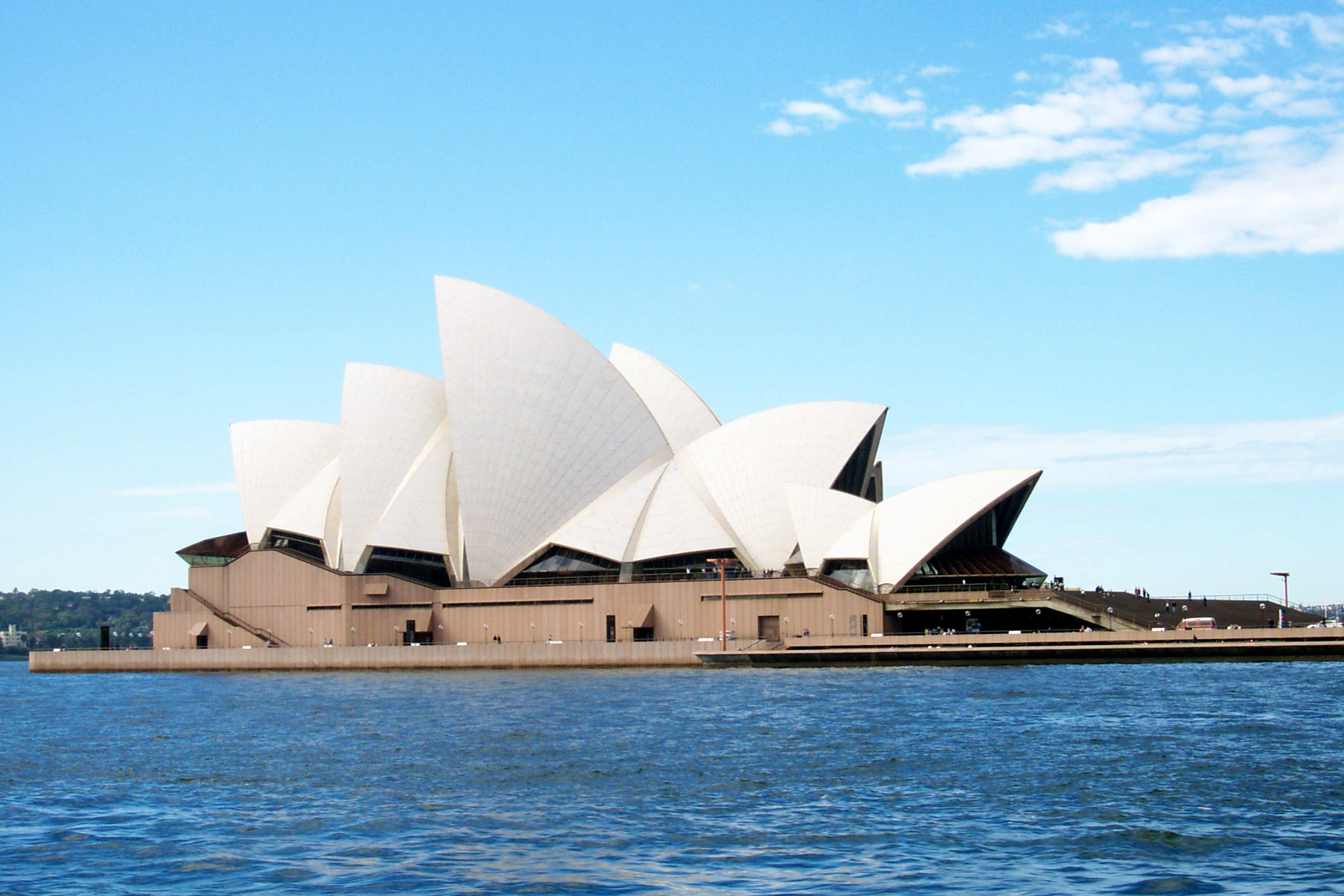
시드니 오페라 하우스

오스트레일리아는 수백 개의 국립공원만큼이나 다채로운 축제와 행사가 벌어지는데 마디그라 축제, 패션축제, 애들레이드 예술축제, 캔버라 꽃축제, 포도축제를 비롯하여 요트경기·자동차 경주·경마경기 등이 사랑을 받고 있다. 오팔과 진주가 유명하며 독특한 오스트레일리아 원주민 예술로 관광객들에게서 많은 사랑과 관심을 얻어내고 있다. 시드니에 있는 오페라 하우스는 전 세계 사람들의 눈길을 사로잡는다.
오스트레일리아의 국가 종교는 없다.  오스트레일리아 연방 헌법 166조는 연방정부가 그 어떤 종교를 수립하고, 그 어떤 종교적 의식을 시행하는 것 또는 그 어떤 종교의 자유적인 활동을 금지한다. 오스트레일리아의 주요 종교는 기독교이며 이 중 개신교 신자가 20.3%, 로마 가톨릭교회 신자가 19.6%이다. 종파별로 나눌 경우 성공회가 9.8%, 연합교회가 2.6%, 장로교 및 회중교회가 1.6%, 침례교가 1.4%, 오순절교회가 1%, 루터교회가 0.6%, 그리스도의 교회가 0.1%, 구세군이 0.1%, 기타 초교파 개신교가 4.1%이다. 동방 정교회의 경우 가장 교파가 큰 그리스 정교회를 필두로 약 2.1%의 신자가 있으며, 오리엔트 정교회는 0.3%이다.
동방 정교회의 경우 가장 교파가 큰 그리스 정교회를 필두로 약 2.1%의 신자가 있으며, 오리엔트 정교회는 0.3%이다. 
2006년 오스트레일리아 노동당에서 성공회와 로마 가톨릭의 지지를 얻기 위해 학교내 종교 교육을 허용하는 법안을 제시했다가 논란이 벌어진 적이 있다. 또한 정신과 의사출신의 작가인 콜린 매컬로의 소설 가시나무새들도 로마 가톨릭을 일부 배경으로 하고 있다.

### 교육
영연방 국가인 오스트레일리아의 정규 대학 학사 과정은 일반적으로 영국과 같이 3년제를 유지하고 있다. 석사 과정의 수료는 1~2년이, 박사 과정은 4~5년이 요구되는 것이 보통이다.

### 스포츠
오스트레일리안 풋볼과 럭비, 크리켓, 축구가 큰 인기를 누리고 있다.
축구의 경우는 2004년엔 8개 팀으로 프로 축구 리그인 A-리그가 창설되었다. (현재 현대 A-리그에는 10개 팀 (그 중 하나는 뉴질랜드에 연고를 두고 있다.)이 있다.) 올림픽은 1956년 (멜버른 올림픽)과 2000년 (시드니 올림픽)에 2번 연 적이 있었다. 크리켓 월드컵 4회 우승이라는 전력을 가지고 있다.

## 주요 출신 인물
- 리오 세이어 - 가수
- 히스 레저 - 배우
- 크리스 헴스워스 - 배우
- 니콜 키드먼 - 배우
- 휴 잭맨 - 배우
- 러셀 크로 - 배우
- 나오미 왓츠 - 배우
- 미란다 커 - 모델
- 닉 부이치치 - 팔다리가 없는 사람으로 TV에 나온 적이 있다.
- 샘 해밍턴 - 뉴질랜드 출생이지만 오스트레일리아 국적을 가지고 있다. MBC 진짜 사나이에 출연했다.
- 휴고 위빙 - 아르헨티나 출생이지만 오스트레일리아 국적을 가지고 있다. 매트릭스 시리즈에서 스미스 요원을 맡은걸로 유명하다.
- 샘 워딩턴 - 월드무비스타 영화 아바타에 주연으로 나왔다
- 미아 바시코프스카 - 월드무비스타. 영화 이상한 나라의 엘리스에서 엘리스로 나왔다.
- 조시 헬먼 - 월드무비스타, 영화 X맨 시리즈에서 젊은 스트라이커 대령으로 나왔다.
- 필릭스 - 스트레이키즈
- 트로이 시반 - 가수
- 방찬- 스트레이키즈
- 하니- 뉴진스
- 멜리사 태퍼 - 탁구 선수

## 같이 보기
- 오스트레일리아의 날